# Big Sur
Big Sur – region położony przy centralnym wybrzeżu stanu Kalifornia, w Stanach Zjednoczonych. Big Sur leży w miejscu, w którym góry Santa Lucia gwałtownie wyrastają z Oceanu Spokojnego. Nazwa „Big Sur” pochodzi z języka hiszpańskiego (el sur grande, pol. wielkie południe; el país grande del sur, pol. wielki kraj południa) i odnosi się do swojej lokalizacji (Big Sur jest położony na południe od Półwyspu Monterey). Region Big Sur oferuje oszałamiające widoki, dzięki którym jest popularny wśród turystów. W Big Sur znajduje się Cone Peak – góra przybrzeżna o wysokości 1571 metrów (najwyższa góra przybrzeżna w kontynentalnych Stanach Zjednoczonych, oddalona 4,8 km od Oceanu Spokojnego).

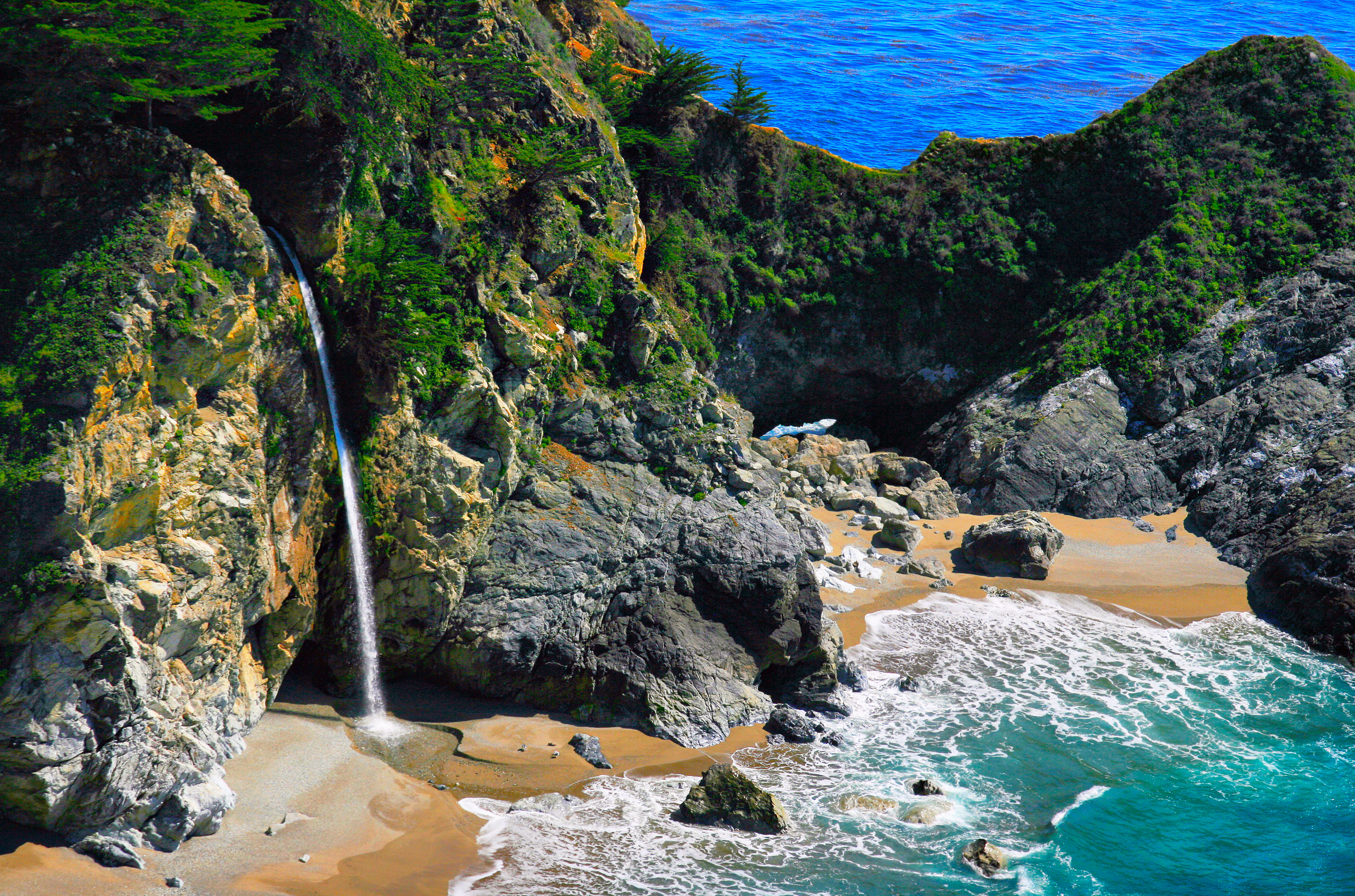
Wodospad McWay

Mimo że Big Sur nie posiada ustalonych granic, uważa się, że obszar tego regionu obejmuje ok. 140 km linii brzegowej między rzeką Carmel w hrabstwie Monterey a kanionem San Carpóforo w hrabstwie San Luis Obispo. Szerokość regionu Big Sur wynosi 32 km, jednak niektóre źródła mówią o szerokości 19 km. Wschodnia granica regionu biegnie wzdłuż masywu Santa Lucia. W celu określenia wielkości tego regionu przytaczany jest również odcinek drogi stanowej California State Route 1, biegnącej między miastem Carmel-by-the-Sea a osadą San Simeon. Północna granica regionu Big Sur znajduje się ok. 190 km na południe od San Francisco, natomiast jego południowa granica jest położona 394 km na północny wschód od Los Angeles.
Nazwa „Big Sur” może również odwoływać się do osad położonych w regionie Big Sur: Posts, Lucia i Gorda; wszelkie przesyłki pocztowe wysyłane do mieszkańców regionu muszą być wysyłane na adres „Big Sur”.

## Historia

### Rdzenni Amerykanie
Pierwsi Indianie, którzy osiedlili się na obszarze znanym dzisiaj pod nazwą „Big Sur”, pochodzili z plemion Ohlone, Esselen i Salinan. Według zebranych śladów, żyli tu od tysięcy lat, prowadząc zbieracko-łowiecki, koczowniczy tryb życia.
Po kulturze, jaką prowadziły żyjące tu plemiona, przetrwało niewiele śladów. Groty, które były używane przez żyjące tu plemiona, są wykonane z obsydianu i krzemienia. Może to wskazywać na powiązania handlowe z innymi plemionami mieszkającymi setki kilometrów od Big Sur, ponieważ najbliższe źródła tych surowców znajdują się w górach Sierra Nevada oraz w Północnej Kalifornii.
Indianie szukali tu jedzenia o określonych porach roku. Zimą osiedlali się wzdłuż wybrzeża, ponieważ o tej porze roku znajdowały się tu bogate zasoby małży, słuchotek oraz innych owoców morza. W trakcie pozostałych pór roku Indianie przenosili się w głąb lądu, gdzie zbierali znajdujące się tu żołędzie dębu. Po ich zebraniu wydrążano dziury w głazach, w których mielono je na mąkę. Wydrążone dziury można znaleźć w Big Sur. Tutejsze plemiona starały się spalać jak najmniejszą ilość drewna w celu zwiększenia liczby tutejszych lasów oraz produkcji żywności.

### Hiszpańskie osadnictwo i eksploracja regionu
Europejczycy, którzy jako pierwsi ujrzeli na własne oczy Big Sur, pochodzili z Hiszpanii. Byli to hiszpańscy żeglarze pod wodzą portugalskiego żeglarza Juana Rodrigueza Cabrillo, jednak dopiero dwieście lat później dokonano kolonizacji na terenie tego regionu. Gaspar de Portolà był pierwszym Europejczykiem, który wraz z ekspedycją postawił stopę na Big Sur - zbadał obszary znajdujące się na południe od kanionu San Carpóforo. Dokonał tego w 1769 roku. Starali się podążać trasą położoną bardziej w głąb lądu, ponieważ podróż wzdłuż klifów była zbyt niebezpieczna.
Portolà, wraz z ojcem Junipero Serra, który pomógł mu zorganizować większość misji w Kalifornii, dotarł do zatoki Monterey w 1770 roku. W tym samym roku założyli miasto Monterey, które stało się stolicą hiszpańskiej kolonii Alta California (Górna Kalifornia). Hiszpanie nadali regionowi nazwę „el país grande del sur” (Wielki Kraj Południa), która często była skracana do „el sur grande” ze względu na jego wielkość, niedostępność oraz na to, że pozostawał niezbadany..
Hiszpańskie osadnictwo mocno wyniszczyło tutejsze plemiona indiańskie. Większość plemion indiańskich zmarło przez europejskie choroby, przymusową pracę i niedożywienie w XVIII wieku, podczas gdy pozostałe plemiona przystosowały się do życia z kolonizatorami.

### Rancza i gospodarstwa rolne
Big Sur, wraz z pozostałą częścią Kalifornii, stał się częścią Meksyku w 1821 roku, kiedy Meksyk uzyskał niepodległość od Hiszpanii. 30 lipca 1834 r. meksykański gubernator José Figueroa podarował Juanowi Bautista Alvarado nieistniejące obecnie ranczo o nazwie El Sur w północnej części regionu Big Sur. Alvarado sprzedał ranczo swojemu wujowi, kapitanowi Johnowi B.R. Cooperowi, w zamian za ranczo Bolsa del Potrero y Moro Cojo. Najstarsza zachowana do dzisiaj budowla wybudowana na terenie Big Sur - chata Johna B.R. Coopera - została zbudowana w 1861 roku, na terenie rancza Bolsa del Potrero y Moro Cojo.
W 1848 roku, w wyniku zakończenia wojny amerykańsko-meksykańskiej, Meksyk oddał Kalifornię Stanom Zjednoczonym. Po uchwaleniu ustawy o gospodarstwach rolnych w 1862 roku, na teren Big Sur wprowadzili się pionierzy, którym Stany Zjednoczone przyznawały ok. 65 hektarów ziem (na osobę), na której mogli się osiedlić. Jednym z tutejszych pionierów był William F. Notley, którego gospodarstwo znajdowało się przy kanionie Palo Colorado. Był jednym z osadników zarabiający na sprzedaży znajdującej się w tu kory dębu (było to najkorzystniejsze źródło dochodów w tym okresie). Na cześć mieszkających tu osadników nazwano kilka miejsc znajdujących się w tym regionie - Comings, Gamboa, Pfeiffer, Post, Partington, Ross i McWay. Tutejsi osadnicy (z powodu ich angielsko-hiszpańskiego pochodzenia) często łączyli język angielski i hiszpański, dlatego miejsce, w którym mieszkali, nazywali „Big Sur”.

### Rewolucja przemysłowa i gorączka złota
Od lat 60. XIX w. do początku XX w. w regionie Big Sur wycięto znaczną część tutejszych sekwoi. Wraz z rozwojem branż opartych na zbiorze kory, górnictwie, obróbce złota i wapienia przybyło więcej miejsc pracy. W latach 80. XIX w., podczas trwania gorączki złota, do Big Sur przybyło wielu poszukiwaczy złota, co spowodowało rozrośnięcie się tutejszego miasteczka górniczego Manchester. Jego populacja zwiększyła się wtedy do 200 mieszkańców (znajdowały się tu cztery sklepy, pięć saloonów, restauracja, hotel i sala taneczna), jednak zostało opuszczone na początku XX wieku, a następnie spalone w 1909 roku. Na początku XX w. przez Big Sur nie przebiegał żaden ważny szlak, który mógłby wspomóc tutejszy przemysł, dlatego lokalni przedsiębiorcy wybudowali tu kilka przystani dla łodzi, usytuowanych przy kilku małych zatokach wzdłuż wybrzeża. Do dziś nie zachowała się żadna z przystani, jednak przetrwało kilka śladów po działalności przemysłowej, które są dostępne dla wszystkich przyjeżdżających tu turystów. W pierwszej połowie XX w. wyprowadziło się stąd wiele osób z powodu trudnych warunków do życia; pozostali tu tylko najbardziej samowystarczalni i wytrzymali osadnicy.
Przed wybudowaniem drogi California State Route 1 podróż furą do miasta Monterey trwała trzy dni i wymagała jazdy wzdłuż krętego i niebezpiecznego szlaku o długości ok. 30 mil (48 km), który rozpoczynał się w miejscowości Big Sur Village. Podróżujący dalej na południe musieli podążać konnym szlakiem, który łączył gospodarstwa położone wzdłuż wybrzeża.

### Przed wybudowaniem California State Route 1
Na początku lat 20. XX w. region praktycznie opustoszał, co było spowodowane wygaśnięciem tutejszej działalności przemysłowej. Do końca lat 20. XX w. w regionie Big Sur dostęp do elektryczności posiadały tylko dwa gospodarstwa - tutejsza elektryczność była generowana przez wiatraki i koła wodne. Tutejsi mieszkańcy zyskali dostęp do prądu dopiero na początku lat 50. XX w.
Wybrzeże Kalifornii położone na południe od Carmel-by-the-Sea i na północ od San Simeon było jednym z najbardziej odosobnionych regionów w stanie, dorównując innym regionom w Stanach Zjednoczonych.

### Budowa drogi California State Route 1
W latach 90. XIX w., doktor John L. D. Roberts, który założył miasto Seaside w Kalifornii na Półwyspie Monterey, w dniu 21 kwietnia 1894 roku dostał wezwanie, aby pomóc w wyleczeniu ocalałych z wraku S.S. Los Angeles, który osiadł na mieliźnie w pobliżu Sur Point Light Station, około 25 mil (40 km) na południe od Carmel. Jazda konna zajęła mu trzy i pół godziny. Podczas podróży zaczął marzyć o malowniczej trasie turystycznej, która przebiegałaby wzdłuż skalistego wybrzeża, między miastem Seaside a miejscowością San Simeon.
W 1897 roku, John L. D. Roberts zbadał wybrzeże między miejscowościami San Simeon i Carmel-by-the-Sea, dzięki czemu dostał tytuł pierwszego inspektora regionu Big Sur. Był jedną z osób, które promowały pomysł na utworzenie drogi turystycznej biegnącej wzdłuż Big Sur. Projekt dotyczący budowy tej drogi z biegiem czasu mocno zyskał na popularności, jednak sprzeciwiało się to planom senatora Kalifornii Elmera S. Rigdona (członka California Senate Committee on Roads and Highways). Promował plan budowy drogi, która pomogłaby amerykańskiemu wojsku w ewentualnej obronie kalifornijskiego wybrzeża - budowa tej drogi miała kosztować ok. 1 500 000 dolarów. Ostatecznie wygrał Elmer S. Rigdon, który dostał pieniądze od rządu na budowę tej drogi. Budowa została jednak opóźniona ze względu na rozpoczęcie I wojny światowej.

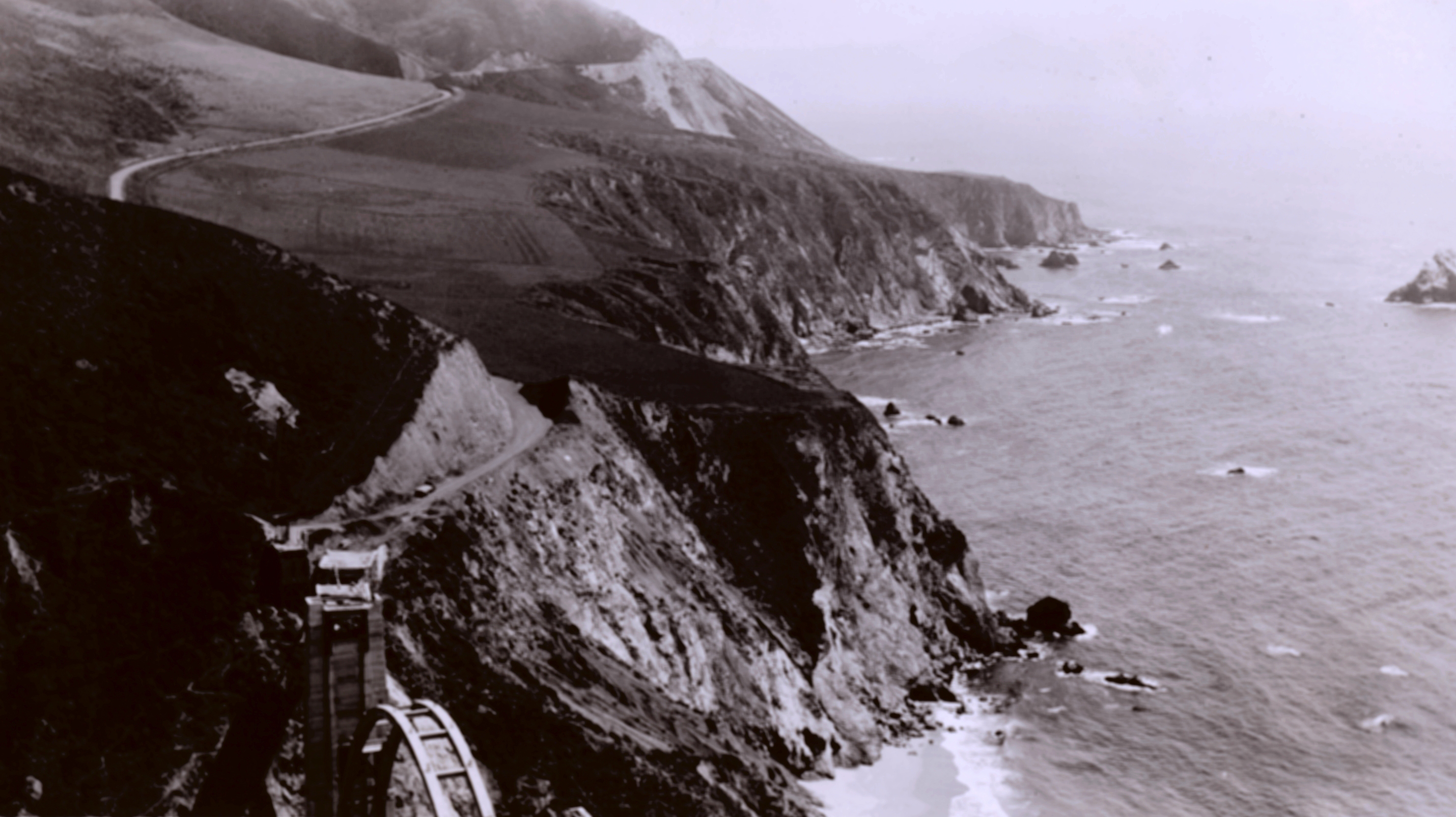
Most Bixby Creek w budowie, w 1932 roku

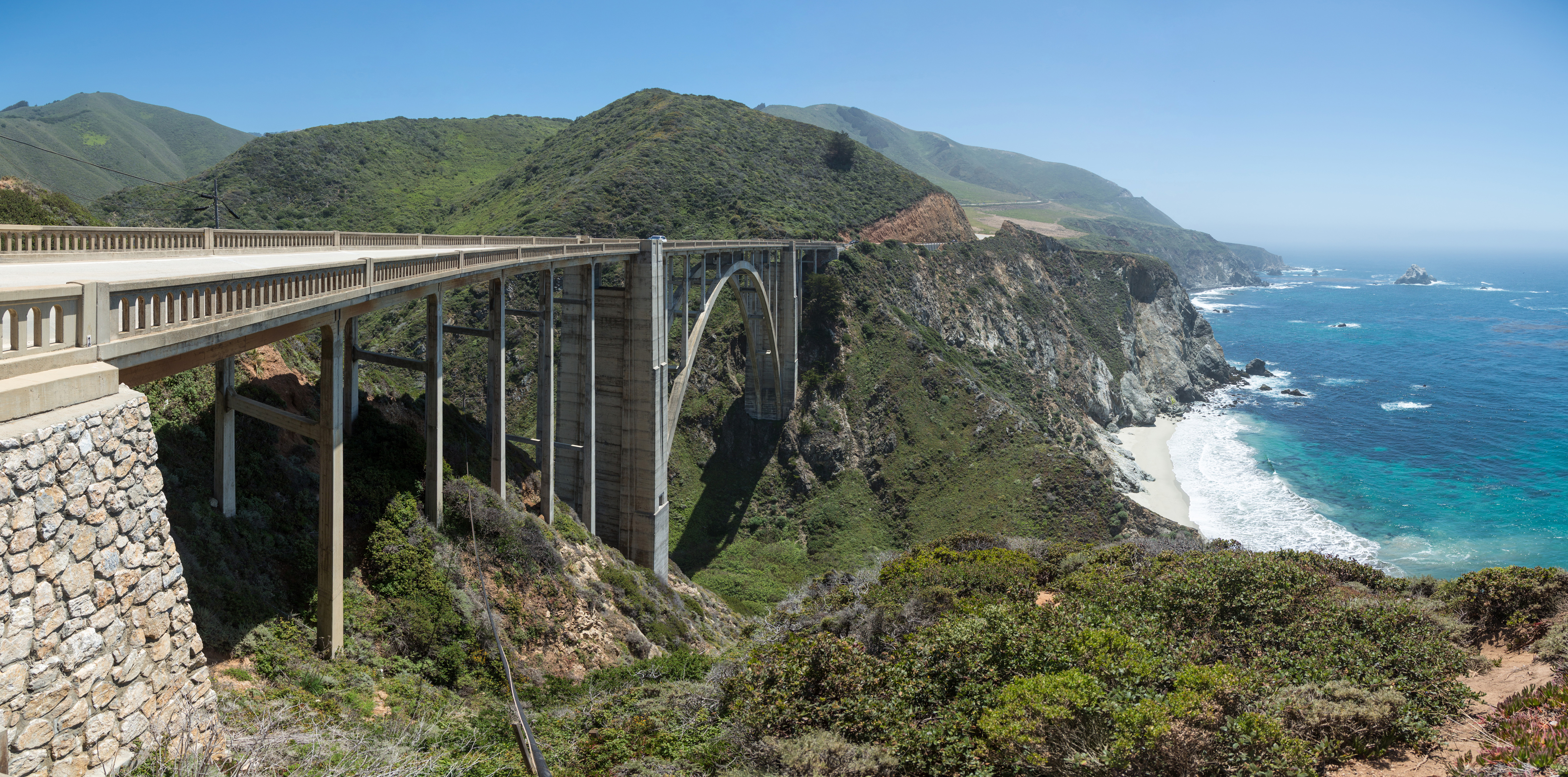
Most Bixby Creek w maju 2013 roku

W 1919 roku została zatwierdzona budowa drogi Route 56 (Carmel-San Simeon Highway), która miała połączyć region Big Sur z resztą Kalifornii. W 1921 roku odbyło się głosowanie dotyczące uzyskania dodatkowych funduszy na budowę drogi. Położone ok. 100 km na północ od Big Sur Więzienie Stanowe San Quentin zaoferowało swoją pomoc w budowie, tworząc trzy tymczasowe obozy dla więźniów, którzy mieli pomóc w budowie. Jeden z tych obozów znajdował się przy rzece Little Sur, drugi przy rzece Kirk, natomiast trzeci był położony na południe od kanionu Anderson. Wypłata dla pracujących tu więźniów wynosiła 35 centów za dzień - w zamian za pomoc przy budowie więźniom zredukowano karę pozbawienia wolności. Przy budowie drogi pomagał również pisarz John Steinbeck. Podczas budowy drogi zbudowano 33 mosty, z czego największym jest Most Bixby Creek. Sześć pozostałych mostów łukowych znajdujących się między Carmel-by-the-Sea i Point Sur umieszczono w National Register of Historic Places w 1986 roku.
Po 18 latach budowy, dzięki środkom uzyskanym przez program reform New Deal w czasach wielkiego kryzysu, droga została otwarta 17 czerwca 1937 roku jako wybrukowana droga jednopasmowa. Droga ta nosiła nazwę „Carmel-San Simeon Highway”, jednak była szerzej znana jako „Roosevelt Highway”, na cześć ówczesnego prezydenta Franklina Delano Roosevelta. Koszt budowy tej drogi wynosił ok. 10 milionów dolarów. Często była zamykana w okresie zimowym, co czyniło z niej drogę sezonową. Podczas II wojny światowej zauważalnie zmniejszył się ruch samochodowy w regionie Big Sur, co było spowodowane racjonowaniem benzyny oraz ostrożnością przed atakiem ze strony Japonii.
Magistrala drogowa „Carmel-San Simeon Highway” została włączona do systemu kalifornijskich dróg stanowych w 1939 roku, po czym została oznaczona jako California State Route 1 w 1939 roku. Po zakończeniu II wojny światowej ponownie została ożywiona turystyka i ruch samochodowy w Big Sur. Wpływy z turystyki w regionie Big Sur zwiększyły się jeszcze bardziej, gdy w 1958 roku została udostępniona turystom posiadłość Hearst Castle. W 1965 trasa California State Route 1 jako pierwsza znalazła się w systemie kalifornijskich tras widokowych State Scenic Highways. Z tego powodu w 1966 roku, na moście Bixby Creek odbyła się ceremonia zorganizowana przez Lady Bird Johnson, pierwszą damę USA. 19 września 1996 roku trasa California State Route 1 została oznaczona jako All-American Road przez władze federalne Stanów Zjednoczonych.

### Wpływ na gospodarkę
California State Route 1 spowodowała, że region Big Sur otworzył się na świat. Znacznie zmieniła się tutejsza gospodarka, przez co rancza i farmy ustąpiły znajdującym się tu atrakcjom turystycznym i tzw. „drugim domom”. Mimo tych unowocześnień, Big Sur nie poddał się najgorszym ekscesom rozwoju, głównie ze względu na mieszkańców, którzy walczyli o zachowanie tutejszych tradycji. Rząd hrabstwa Monterey w 1962 roku wygrał przełomową rozprawę sądową dotyczącą wprowadzenia zakazu umieszczania billboardów wzdłuż drogi stanowej California State Route 1 w hrabstwie Monterey, a następnie nałożył jeden z najbardziej rygorystycznych zakazów, mających na celu zakazanie stawania jakichkolwiek budynków wzdłuż California State Route 1.

### Artyści i kultura masowa

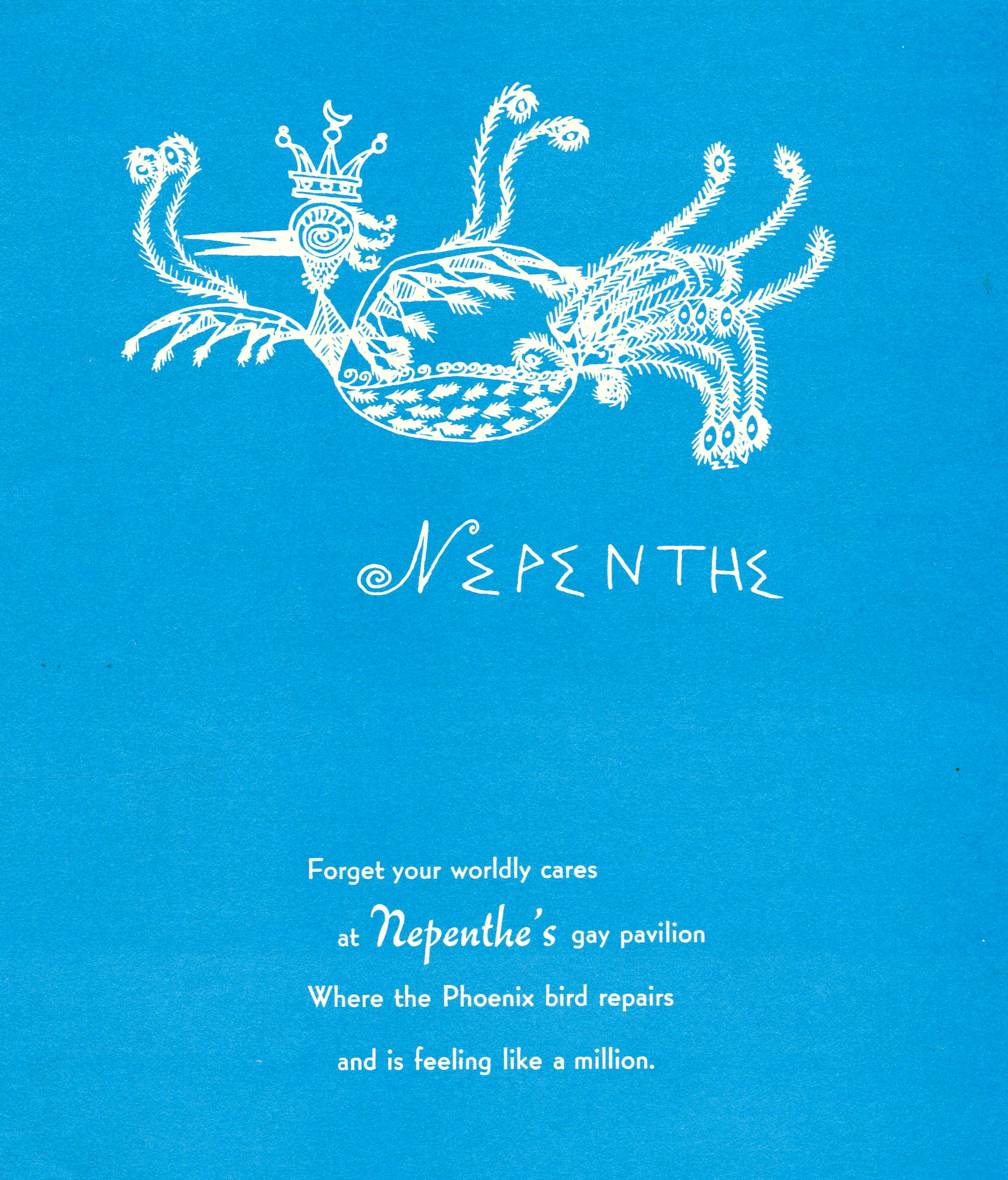
Okładka menu restauracji Nepenthe, używana od 1949 roku

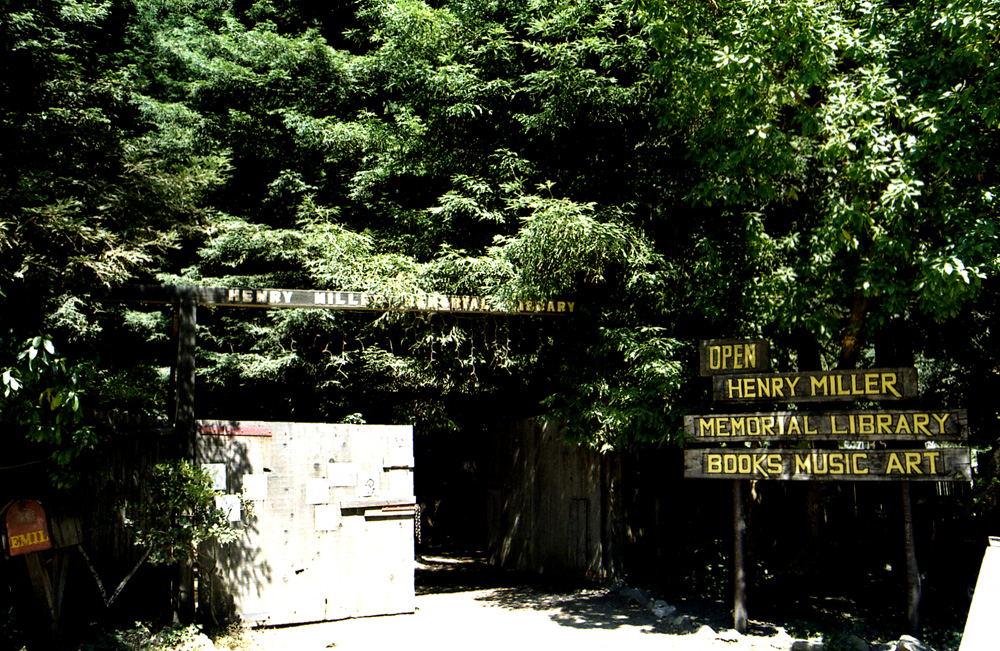
Henry Miller Memorial Library

W okresie od początku do połowy XX wieku, izolacja i naturalne piękno Big Sur zaczęło przyciągać do siebie wielu pisarzy i artystów, wśród których znajdowali się m.in. Robinson Jeffers, Henry Miller, Edward Weston, Richard Brautigan, Hunter S. Thompson, Emile Norman i Jack Kerouac. Robinson Jeffers był jednym z pierwszych z nich - w latach 20. XX wieku, za pomocą swojej poezji przedstawił romantyczną ideę dzikości Big Sur, nieznaną wówczas wśród jej odbiorców, którzy później postanowili zwiedzić ten region. Po śmierci Jeffersa została wydana jego ostatnia książka zatytułowana Stones of the Sur. Fotograf Morley Baer, który mieszkał w niedaleko położonym Carmel-by-the-Sea, posiadał zbiór stworzonych przez siebie czarno-białych zdjęć w Big Sur, które później porównał z poezją zawartą w ostatniej książce Robinsona Jeffersa.
Henry Miller, amerykański pisarz i poeta, żył w Big Sur w latach 1944-1962. Jego powieść z 1957 roku pt. Big Sur i pomarańcze Hieronima Boscha (ang. Big Sur and the Oranges of Hieronymus Bosch), opisywała radość i trudne doświadczenia związane z jego ucieczką ze „współczesnej cywilizacji”. Henry Miller Memorial Library, centrum kulturalne poświęcone życiu i twórczości Millera, jest atrakcją dla wielu przyjeżdżających tu turystów.
Hunter S. Thompson, amerykański pisarz i dziennikarz, przed zamieszkaniem w Instytucie Esalen, w 1961 roku (przez osiem miesięcy) pracował jako ochroniarz i dozorca w Slates Hot Springs. Po przeprowadzce do instytutu napisał artykuł w magazynie Rogue, który poświęcił kulturze rzemieślniczej w Big Sur.
Jack Kerouac, amerykański pisarz i artysta, na początku lat 60. XX w. spędził dużo czasu w Big Sur, mieszkając w leśnej chacie należącej do jego przyjaciela i poety Lawrence’a Ferlinghetti, gdzie w 1962 roku napisał nowelę pt. Big Sur. Po wydaniu tej książki, do Big Sur zaczęli zjeżdżać ludzie żyjący w ten sam sposób co Jack Kerouac i Lawrence Ferlinghetti. Henry Miller opowiedział, że pewien podróżnik zapukał do jego drzwi, poszukując w Big Sur miejsce „kultu seksu i anarchii”. Podróżnik nie znalazł tego miejsca, przez co rozczarowany wrócił do domu.
Poetka i artystka Carolyn Mary Kleefeld stworzyła wiele obrazów i nowel podczas swoich pobytów w Big Sur.
Wzmianki o Henrym Millerze znajdują się w książce Richarda Brautigana A Confederate General from Big Sur. Opowiada ona o dwóch młodzieńcach prowadzących sielankowy tryb życia w Big Sur. Mieszkali w małych szałasach, przez co napotykali wiele problemów: latające muchy, niski sufit, wizyty biznesmenów i 2452 malutkie żaby, których głośny śpiew budził mieszkających tu młodzieńców.
W Big Sur wybudowano dużo ośrodków badań i innych ważnych budynków, m.in.:
- katolicki klasztor New Camaldoli Hermitage - w 1958 roku,
- Instytut Esalen w 1962 roku,
- warsztat w 1962 roku,
- klasztor buddyjski Tassajara Zen Mountain Center w 1966 roku.

W Instytucie Esalen mieszkało wiele ważnych postaci uczestniczących w powstawaniu nowego ruchu kulturowego New Age, którzy w latach 60. XX w. odegrali ważną rolę w popularyzowaniu wschodniej filozofii, „Ruchu na Rzecz Rozwoju Człowieka” i Psychoterapii Gestalt w Stanach Zjednoczonych.
Rosnąca popularność Big Sur spowodowała, że region zaczął być popularny w Hollywood. Orson Welles wraz ze swoją ówczesną żoną, Ritą Hayworth wybudowali tu swoją chatę w 1944 roku, jednak nie spędzili w niej ani jednej nocy. W miejscu tej chaty obecnie znajduje się popularna restauracja „Nepenthe”, założona w 1949 roku. W 1965 roku w Big Sur został nakręcony film Brodziec, w którym wystąpili Elizabeth Taylor i Richard Burton - pokazano w nim wiele znanych miejsc znajdujących się w Big Sur; zbudowano tu specjalne studio, przypominające wnętrze restauracji Nepenthe, w którym została nagrana scena taneczna. „Brodziec” był jednym z najważniejszych filmów kiedykolwiek nakręconych w Big Sur - prawdopodobnie jest to jedyny film, w którym wszystkie pokazane tu miejsca położone w Big Sur posiadają prawdziwe nazwy. Wersja filmu na DVD, wydana w 2006 roku, zawiera krótką scenę, w której Burton opowiada o Big Sur, cytując poezję Robinsona Jeffersa. Kolejny film nakręcony w Big Sur nosił nazwę Narzeczona Zandy’ego i został wydany w 1974 roku. Wystąpili w nim Gene Hackman i Liv Ullmann. W Big Sur nakręcono również adaptację książki The Stranger in Big Sur, wydanej w latach 70. XIX w., opowiadającej o losach rodziny Ross mieszkającej w Big Sur.
W latach 1964–1971 na terenie Instytutu Esalen odbywał się coroczny festiwal muzyki folkowej Big Sur Folk Festival. Występowali na nim m.in. Joan Baez, Joni Mitchell, Crosby, Stills and Nash i Mimi Fariña. W 1971 wydano film dokumentalny pt. Celebration at Big Sur, który zawiera materiały filmowe nagrane podczas festiwalu w 1969 roku. The Beach Boys nagrali utwór California Saga/Big Sur, w którym śpiewali o nostalgicznym wizerunku Big Sur i obyczajach jej mieszkańców - była to pierwsza część sagi California Saga; druga część była adaptacją poezji Robinsona Jeffersa z książki The Beaks of Eagles, natomiast trzecia część omawiała lokalne postacie literackie i muzyczne. Wszystkie trzy utwory znalazły się na albumie „Holland”, wydanym w 1973 roku. Big Sur jest również wspomniany w utworze Road Trippin', wykonanym przez Red Hot Chili Peppers i wydanym w 2000 roku. Piosenka ta opowiada o podróży odbytej przez wokalistę Anthony’ego Kiedisa, gitarzystę Johna Frusciante i basistę Michaela Balzary po uprawianiu surfingu w Big Sur, w ten sposób świętując powrót Johna do zespołu. Wzmianki o Big Sur znajdują się innych ważnych utworach, m.in. Big Sur Moon (Buckethead (album Colma)), Big Sur (The Thrills (album So Much for the City)) i Big Sur (Siskiyou (album Siskiyou). Piosenka Bixby Canyon Bridge zespołu Death Cab for Cutie opowiada o moście (Bixby Creek Bridge), w pobliżu którego mieszkał Jack Kerouac.

### Obecnie

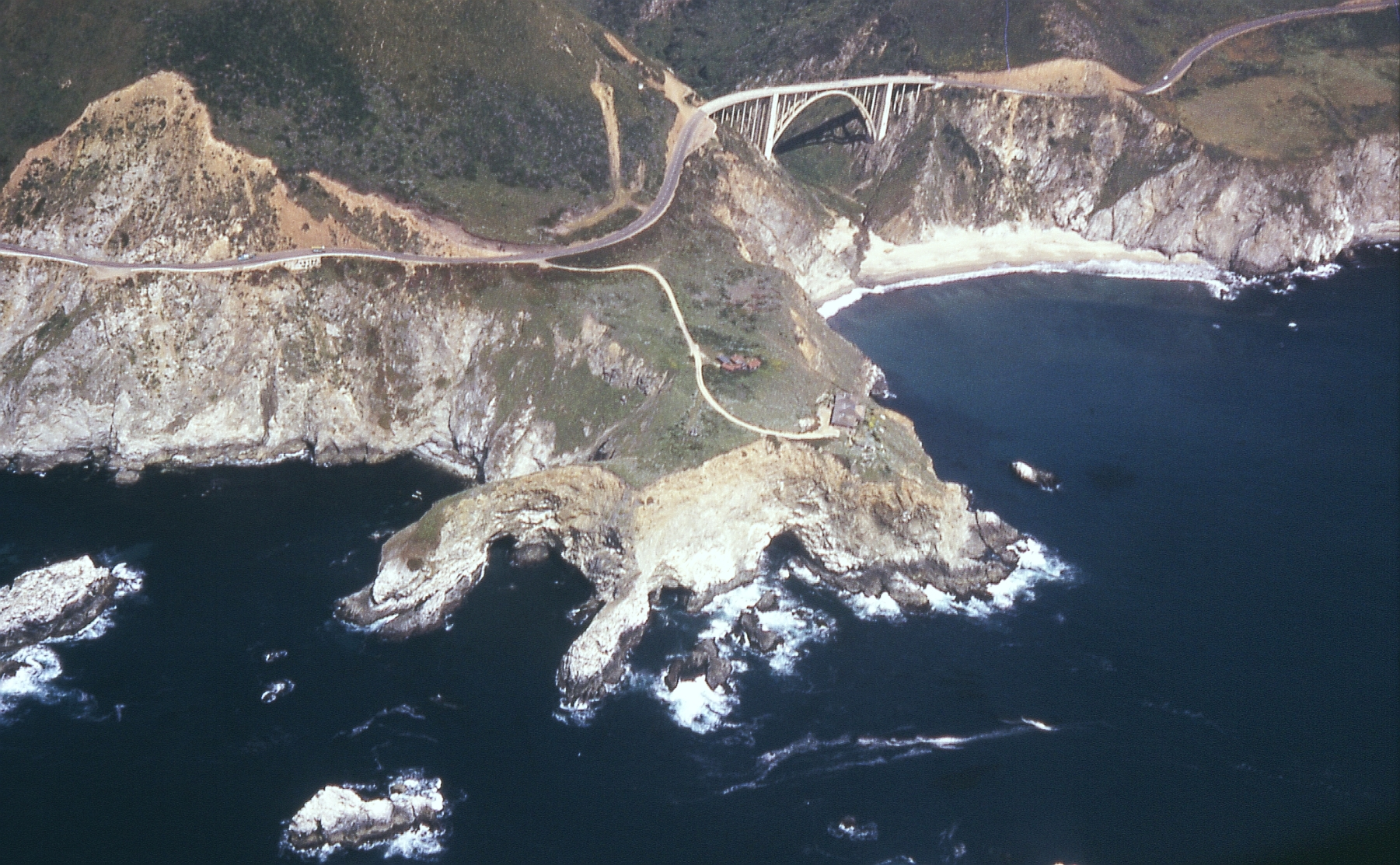
Linia brzegowa Big Sur i Bixby Creek Bridge (czerwiec 1965 roku

Big Sur wciąż jest bardzo słabo zaludniony - jego populacja wynosi ok. 1000 stałych mieszkańców (odwołując się do Spisu ludności Stanów Zjednoczonych z 2000 roku). Tutejsi mieszkańcy to głównie potomkowie pierwszych zamieszkałych tu rodzin, artyści, pisarze i ludzie zamożni. Część mieszkających tu ludzi zamożnych to okresowi mieszkańcy regionu, którzy przyjeżdżają tu głównie po to, aby odpocząć. Górzysty teren, surowe prawo dotyczące ochrony środowiska nałożone przez hrabstwo Monterey i brak możliwości rozwoju tutejszej gospodarki spowodowały, że teren Big Sur do dziś pozostał praktycznie nienaruszony. W rezultacie ceny nieruchomości i ziemi są bardzo wysokie - wynoszą ok. 2 mln dolarów. W Big Sur nie znajdują się żadne obszary miejskie, chociaż znajdują się tu trzy małe obszary niemunicypalne, w których można znaleźć małe stacje benzynowe, restauracje i motele: Posts (znajduje się w dolinie rzeki Big Sur), Lucia (w pobliżu parku stanowego Limeklin) i Gorda (w południowej części Big Sur). Tutejsza gospodarka prawie całkowicie opiera się na turystyce. Dużo ziem leżących wzdłuż wybrzeża to tereny prywatne lub parki stanowe. Zdecydowaną większość obszaru Big Sur zajmują Las stanowy Los Padres, Ventana Wilderness i Fort Hunter Liggett.
Pożar leśny w Big Sur w 2008 roku spowodował ośmiodniową ewakuację i zamknięcie California State Route 1 przed rozpoczęciem roku szkolnego, który zaczął się 4 lipca. Pożar, który spalił ponad 130 tys. akrów (530 km²) lasów w Big Sur, był największym z pożarów, które w tym czasie wybuchły w Kalifornii. Pożar ten nie spowodował żadnych ofiar, jednak zniszczył 27 domów i zmniejszył spodziewane dochody z turystyki o jedną trzecią.
Droga stanowa California State Route 1, podobnie jak na kilku innych odcinkach w stanie Kalifornia, jest uszkadzana z powodu osunięć ziemi i erozji. W marcu 2011 roku osunięcie ziemi w Big Sur spowodowało, że California State Route 1 była zamknięta przez kilka miesięcy.

## Klimat

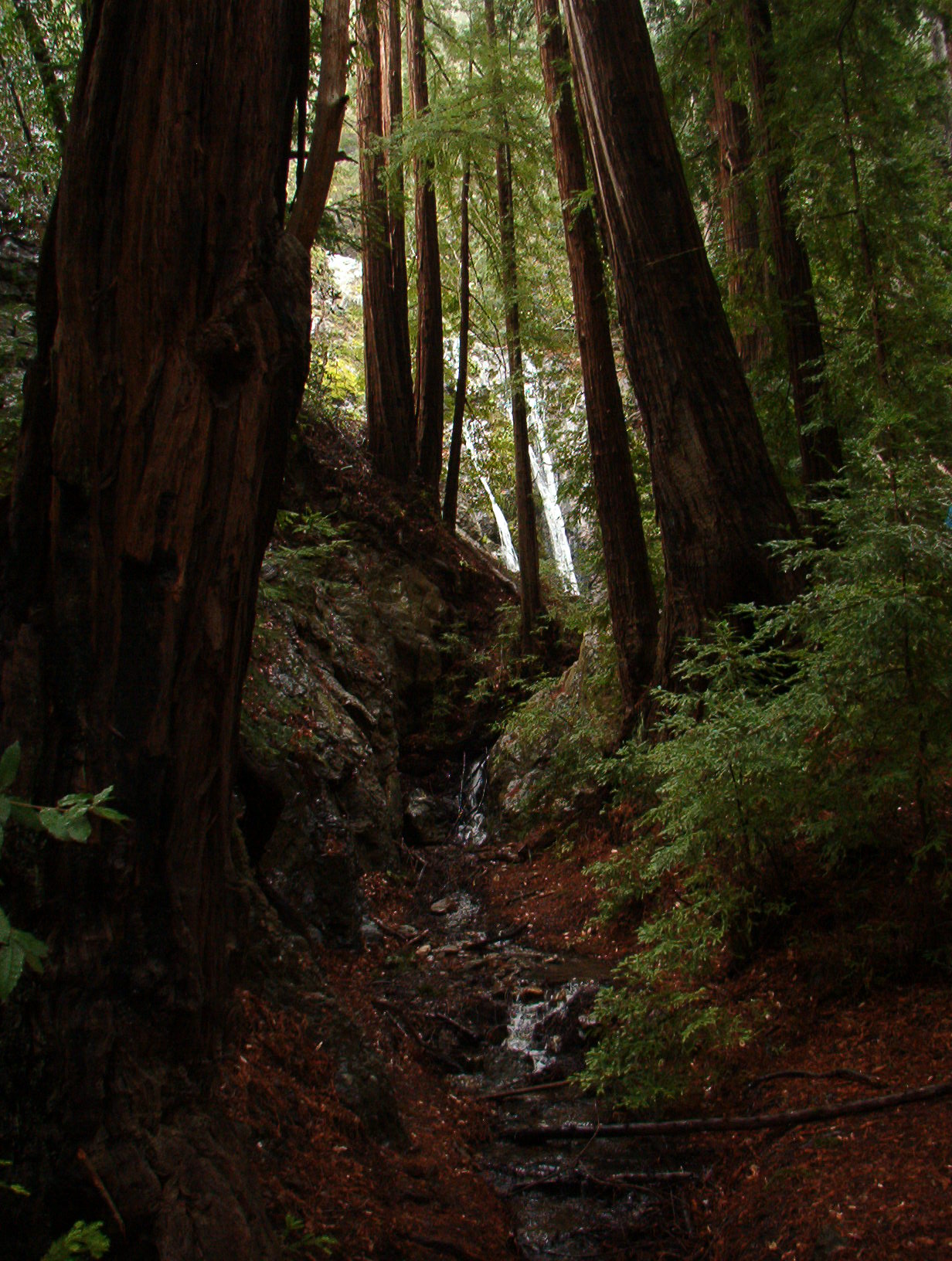
Sekwoje w Big Sur

Big Sur wyróżnia się łagodnym klimatem panującym przez cały rok - tutejsze lato i jesień są suche, natomiast zima jest deszczowa. Temperatura w Big Sur w miesiącach czerwiec-październik wynosi średnio 10 °C w nocy i 21 °C w ciągu dnia; w miesiącach listopad-maj temperatura wynosi odpowiednio 4 °C i 15 °C. Dalej w głąb lądu, średnie temperatury są bardziej zróżnicowane. Pogoda jest tu zróżnicowana ze względu na nierówną rzeźbę terenu, przez co występuje tu wiele mikroklimatów. Big Sur to jedno z niewielu miejsc na Ziemi, gdzie sekwoje rosną w pobliżu kaktusów.
Pomiary wykonane przez stację meteorologiczną znajdującą się w Pfeiffer Big Sur State Park (należy do amerykańskiej agencji National Weather Service) wykazują, że styczeń jest miesiącem z najbardziej przystępnymi temperaturami - średnia maksymalna temperatura w styczniu wynosi 15,6 °C, natomiast średnia minimalna temperatura wynosi 6,2 °C. Najcieplejszym miesiącem jest sierpień - średnia maksymalna temperatura wynosi 25,2 °C, z kolei średnia minimalna temperatura wynosi 10,1 °C. Najwyższa zanotowana tu temperatura wynosiła 38,9 °C - zanotowano ją 20 czerwca 2008 roku. Najniższa zanotowana tu temperatura wynosiła -2,8 °C - zanotowano ją dwa razy: 21 grudnia 1998 i 13 stycznia 2008 roku. W ciągu roku notuje się ok. 8.8 dni, w których temperatura powietrza przekracza 32 °C i 1.4 dnia, w których temperatura spada poniżej 0 °C. Na 365 dni w ciągu roku przypadają 62 dni deszczowe. Na terenie parku stanowego spada rocznie średnio 1065 mm deszczu. Najbardziej mokrym rokiem był rok 1983 - spadło wtedy 2257 mm deszczu, z kolei najsuchszym rokiem był rok 1990 – 455 mm. Najbardziej mokrym miesiącem w Big Sur był styczeń 1995 roku - spadły wtedy 672 mm deszczu. Najwięcej deszczu w ciągu doby spadło 31 stycznia 1963 roku - 234 mm. Ponad 70% opadów spada w miesiącach grudzień-marzec. Opady śniegu w Big Sur są bardzo rzadkie - w grudniu 1932 spadło tu 25 mm śniegu. Częstsze opady śniegu występują na najwyższych szczytach gór Santa Lucia. Obfite zimowe opady deszczu w Big Sur mogą powodować osunięcie się skał i błota na drogę California State Route 1, przez co jest zamykana - mimo to droga jest zazwyczaj szybko naprawiana.
Na południe od Pfeiffer Big Sur State Park, w pobliżu San Simeon, do 1975 roku działała inna stacja meteorologiczna, która znajdowała się w latarni morskiej Piedras Blancas Light Station. Z jej zapisów można wyczytać, że najchłodniejszym miesiącem był styczeń - średnia maksymalna temperatura wynosiła 14.8 °C, z kolei średnia minimalna temperatura wynosiła 7.4 °C. Najcieplejszym miesiącem był wrzesień - średnia maksymalna temperatura wynosiła 17.9 °C, natomiast średnia minimalna temperatura wynosiła 11.1 °C. Temperatury rzadko przekraczały 32 °C i rzadko spadały poniżej 0 °C. Najwyższa zanotowana tu temperatura wynosiła 33 °C, 21 października 1965 roku; najniższa temperatura została zanotowana 1 stycznia 1965 roku - wynosiła -2 °C. Roczne opady wynosiły średnio 515 mm. Najbardziej mokrym rokiem był 1965 (1063 mm), z kolei najsuchszym był 1959 (247 mm). Średnia ilość dni deszczowych w ciągu roku wynosiła 48 dni. Najbardziej mokrym zanotowanym miesiącem był styczeń 1969 (466 mm) – w tym samym miesiącu został zanotowany najbardziej mokry dzień odnotowany przez tę stację meteorologiczną (19 stycznia 1969 roku - 134 mm). Obecnie dane pogodowe z tej stacji meteorologicznej są przechowywane w siedzibie parku w San Simeon i publikowane w niektórych gazetach.
W Big Sur w okresie letnim często zdarzają się mgły, podobnie jak w północnej i środkowej Kalifornii. Mgły i rzadkie opady często mają tę samą przyczynę: stabilny wyż baryczny formujący się na północnym Pacyfiku. Wyż baryczny nadciągający latem znad Pacyfiku hamuje przepływ opadów deszczu i przyciąga masy powietrza pochodzące z północy, które latem tworzą zjawisko o nazwie „upwelling” - z tego powodu para wodna unosząca się w powietrzu styka się z zimnymi wodami Pacyfiku, po czym skrapla się w mgłę. Tutejsza mgła zwykle opada do morza w ciągu dnia, jednak zdarza się, że unosi się nad powierzchnią przez cały dzień. Latem mgła jest głównym źródłem wody dla żyjących tu roślin. Większość tutejszych roślin nie potrafi żywić się cząsteczkami wody unoszącymi się we mgle, jednak dzięki zjawisku kondensacji cząsteczki te powoli wsiąkają w glebę, podobnie jak w przypadku deszczu.
| Miesiąc                              | Sty   | Lut   | Mar   | Kwi  | Maj  | Cze  | Lip  | Sie  | Wrz  | Paź  | Lis   | Gru   | Roczna |
| ------------------------------------ | ----- | ----- | ----- | ---- | ---- | ---- | ---- | ---- | ---- | ---- | ----- | ----- | ------ |
| Rekordy maksymalnej temperatury [°C] | 27    | 29    | 31    | 37   | 36   | 39   | 37   | 38   | 38   | 38   | 32    | 24    | 39     |
| Średnie temperatury w dzień [°C]     | 15.4  | 16.4  | 17.4  | 20.2 | 22.6 | 24.4 | 24.2 | 25.2 | 25.1 | 22.9 | 18.1  | 15.5  | 20,6   |
| Średnie temperatury w nocy [°C]      | 6.1   | 6.2   | 6.3   | 6.4  | 7.7  | 9.1  | 10.2 | 10   | 10.2 | 8.8  | 7.2   | 5.5   | 7,8    |
| Rekordy minimalnej temperatury [°C]  | -3    | -2    | -3    | -1   | 2    | 3    | 5    | 4    | 4    | 2    | -2    | -3    | −3     |
| Opady [mm]                           | 231.1 | 219.7 | 164.8 | 79   | 27.7 | 6.1  | 0.8  | 1.3  | 10.7 | 51.6 | 123.2 | 193.5 | 1110   |
| Opady deszczu [mm]                   | 231.1 | 219.7 | 164.8 | 79   | 27.7 | 6.1  | 0.8  | 1.3  | 10.7 | 51.6 | 123.2 | 193.5 | 1110   |
| Opady śniegu [mm]                    | 0     | 0     | 0     | 0    | 0    | 0    | 0    | 0    | 0    | 0    | 0     | 0     | 0      |
| Średnia liczba dni deszczowych       | 10.3  | 11.2  | 10.3  | 6.5  | 3.7  | 1.1. | 0.3  | 0.4  | 1.3  | 3.5  | 7.5   | 10.3  | 66,4   |
| Średnia liczba dni śnieżnych         | 0     | 0     | 0     | 0    | 0    | 0    | 0    | 0    | 0    | 0    | 0     | 0     | 0      |
| Źródło: NOAA                         |       |       |       |      |      |      |      |      |      |      |       |       |        |

## Flora i fauna

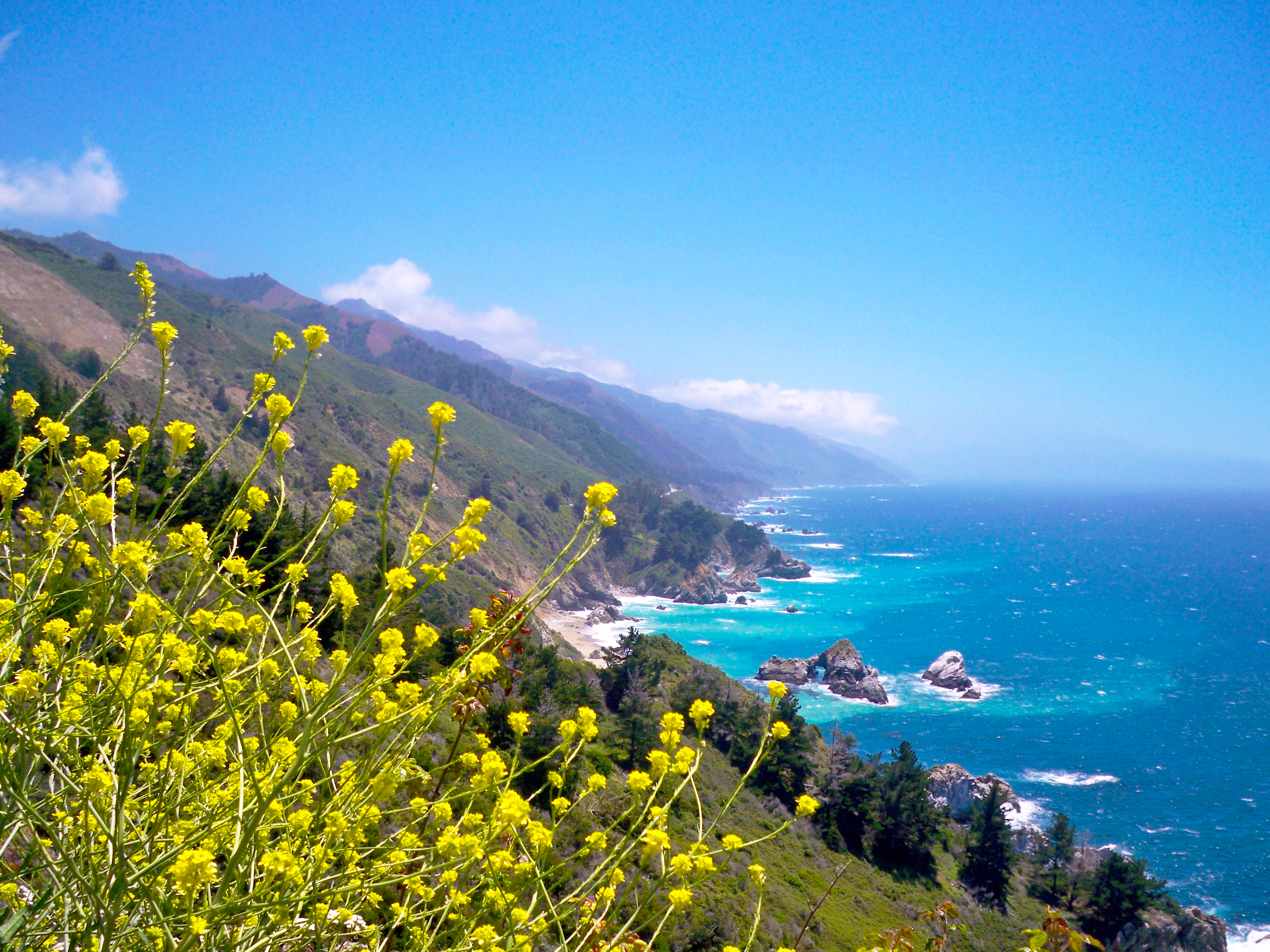
Wybrzeże Big Sur

Wieloklimatyczność Big Sur spowodowała, że obecnie znajduje się tu zdumiewająca różnorodność gatunków roślin - żyją tu m.in. storczyki o nazwie Piperia yadonii - ich liczebność w tym regionie jest bardzo niska. W pobliżu wybrzeża rośnie bardzo duża liczba roślin należących do formacji roślinnej Chaparral, która jest jedną z najczęściej występujących formacji roślinnych w zachodniej części Stanów Zjednoczonych. Góry znajdujące się w Big Sur są dużo bardziej wilgotne niż tamtejsze wybrzeże - w okresie letnim w górach częstym zjawiskiem jest mgła, natomiast zimą występują tu liczne opady deszczu i śniegu. Stwarza to korzystne warunki dla występowania tu lasów iglastych oraz dla żyjących w południowej części Big Sur sekwoi wieczniezielonych. Można je spotkać tylko na przybrzeżnych skarpach, które często są zamglone nocą. W 2008 roku naukowiec J. Michael Fay sporządził mapę w formie transektu, na której umieścił żyjące tu rośliny, m.in. lasy sekwojowe. Liczebność tutejszych sekwoi bardzo się zwiększyła od czasu ostatnich dużych badań przeprowadzonych na początku XX w.
W Big Sur można spotkać również najrzadszy północnoamerykański gatunek jodły, jakim jest jodła nadobna, oraz sosnę kalifornijską, którą tutejsi osadnicy zaczęli zasadzać w XIX w. Żyje tu też wiele gatunków drzew iglastych m.in. Notholithocarpus densiflorus, dąb wieczniezielony (Quercus agrifolia) oraz Umbellularia. Cień opadowy znajdujący się w środkowej części Big Sur powoduje, że bujne lasy położone wzdłuż wybrzeża gwałtownie zmieniają się w lasy dębowe, a następnie w typową dla kalifornijskiego klimatu formację roślinną o nazwie chaparral.
Big Sur jest zamieszkany przez liczną faunę. Można tu spotkać liczne gatunki płazów, m.in. skrzeczka olbrzymiego, żyjącą w południowej części Big Sur. W 1997 roku organizacja Ventana Wildlife Society przywiozła do Big Sur kilka osobników kondorów kalifornijskich, które mieszkają tu do dziś - w 2006 roku na jednej z tutejszych sekwoi znaleziono gniazdo należące do jednego z przedstawicieli tego gatunku. Ich los w Big Sur jest jednak niepewny, ponieważ żywią się one głównie szczątkami umarłych morskich stworzeń, których część jest skażona ołowiem. Zatrucie ołowiem to jedna z najczęstszych przyczyn śmierci u kondorów, ponieważ żywią się one również padliną rozstrzelaną za pomocą nabojów ołowiowych.
W czerwcu 2014 roku żyły tu 34 kondory kalifornijskie. Ich całkowita populacja liczy 437 osobników zamieszkujących Kalifornię, Kalifornię Dolną oraz Arizonę. 232 to dzikie ptaki, natomiast 205 żyje w niewoli.

## Morskie obszary chronione

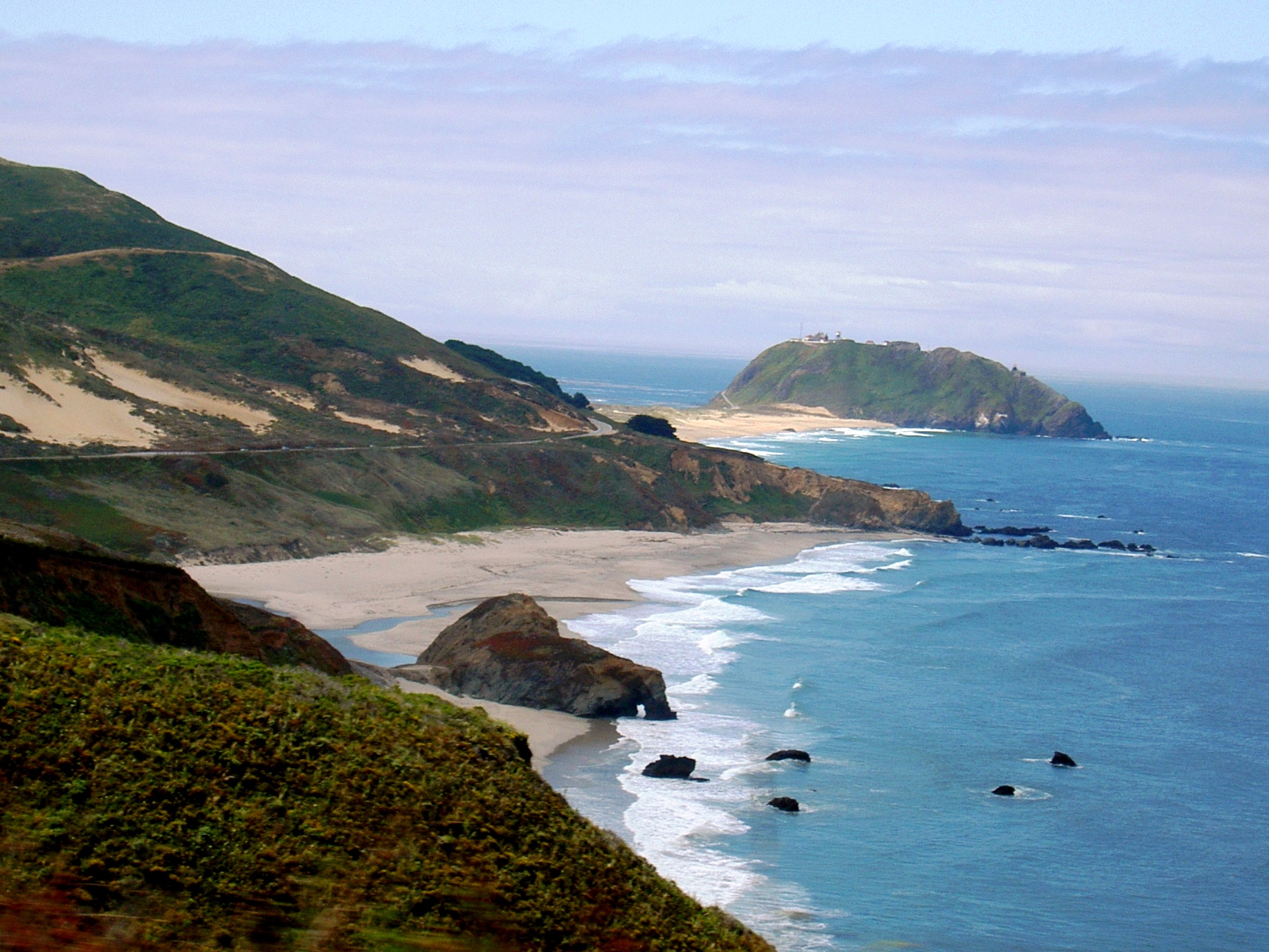
Point Sur State Marine Reserve and Marine Conservation Area

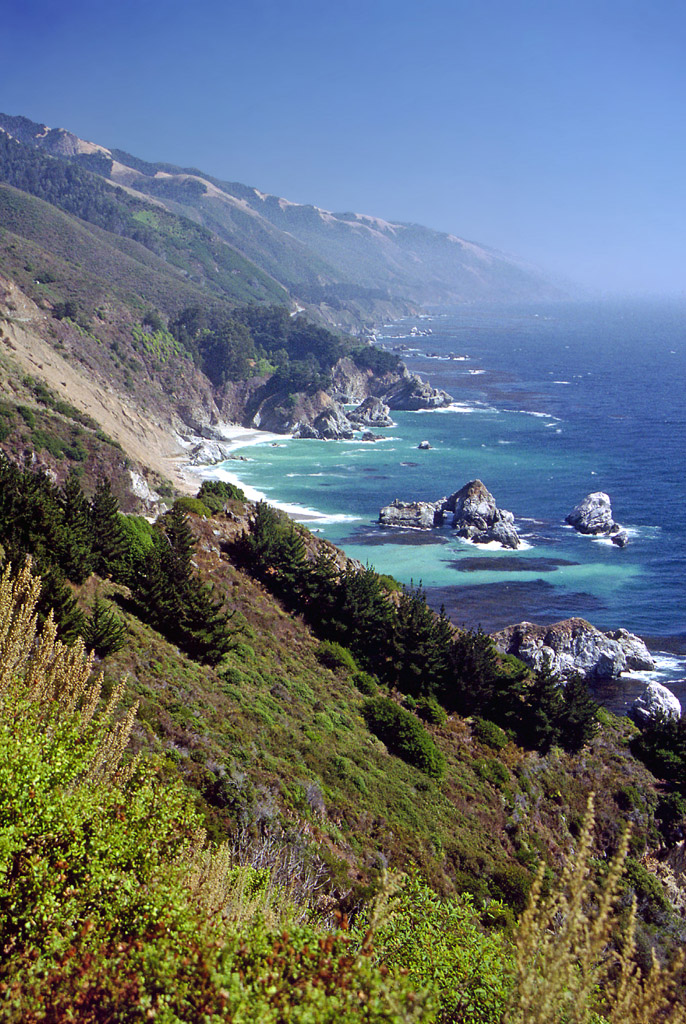
Big Creek State Marine Reserve and Big Creek State Marine Conservation Area

W Big Sur znajdują się dwa morskie obszary chronione - są to: Point Sur State Marine Reserve and Marine Conservation Area i Big Creek State Marine Reserve and Big Creek State Marine Conservation Area. Podobnie jak w przypadku parków morskich, ich celem jest ochrona przyrody i ekosystemów morskich.

## Demografia
W Big Sur nie znajdują się żadne jednostki osadniczne definiowane jako census-designated place, jednak region ten posiada swój kod pocztowy, 93920. Dzięki temu można uzyskać szczegółowe dane demograficzne na temat tego regionu.
Według spisu ludności z 2000 roku, żyło tu 996 osób. Znajdowały się tu 884 gospodarstwa domowe i 666 jednostek mieszkalnych. Kompozycja rasowa mieszkańców prezentowała się następująco: 87.6% stanowili przedstawiciele białej rasy, 1.1% Afroamerykanie, 1.3% Rdzenni Amerykanie, 2.4% Azjaci, 5.5% przedstawiciele innych ras i 3.0% przedstawiciele dwóch i więcej ras.
W 2000 roku podział wiekowy mieszkańców prezentował się następująco: 20.2% stanowili mieszkańcy w wieku poniżej 19 lat, 4.5% w wieku 20 - 24 lat, 26.9% w wieku 25 - 44 lat, 37.0% w wieku 45 - 64 lat i 11.2% w wieku powyżej 65 lat. Średnia wieku w Big Sur wynosiła 43.2 lat.

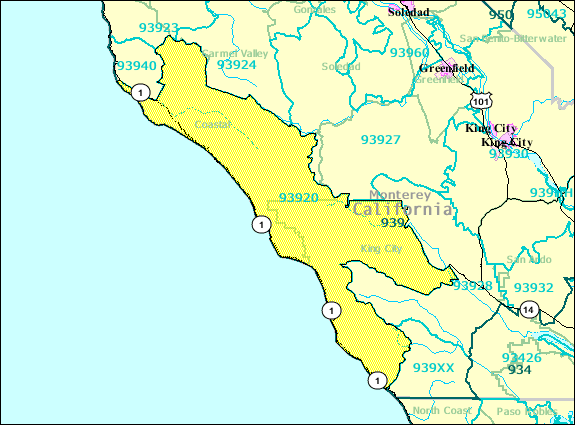
Obszar, na którym jest używany kod pocztowy 93920

W 2000 roku średni przychód na gospodarstwo wynosił 41304$, natomiast średni przychód na rodzinę wynosił 65083$.

## Miejscowości

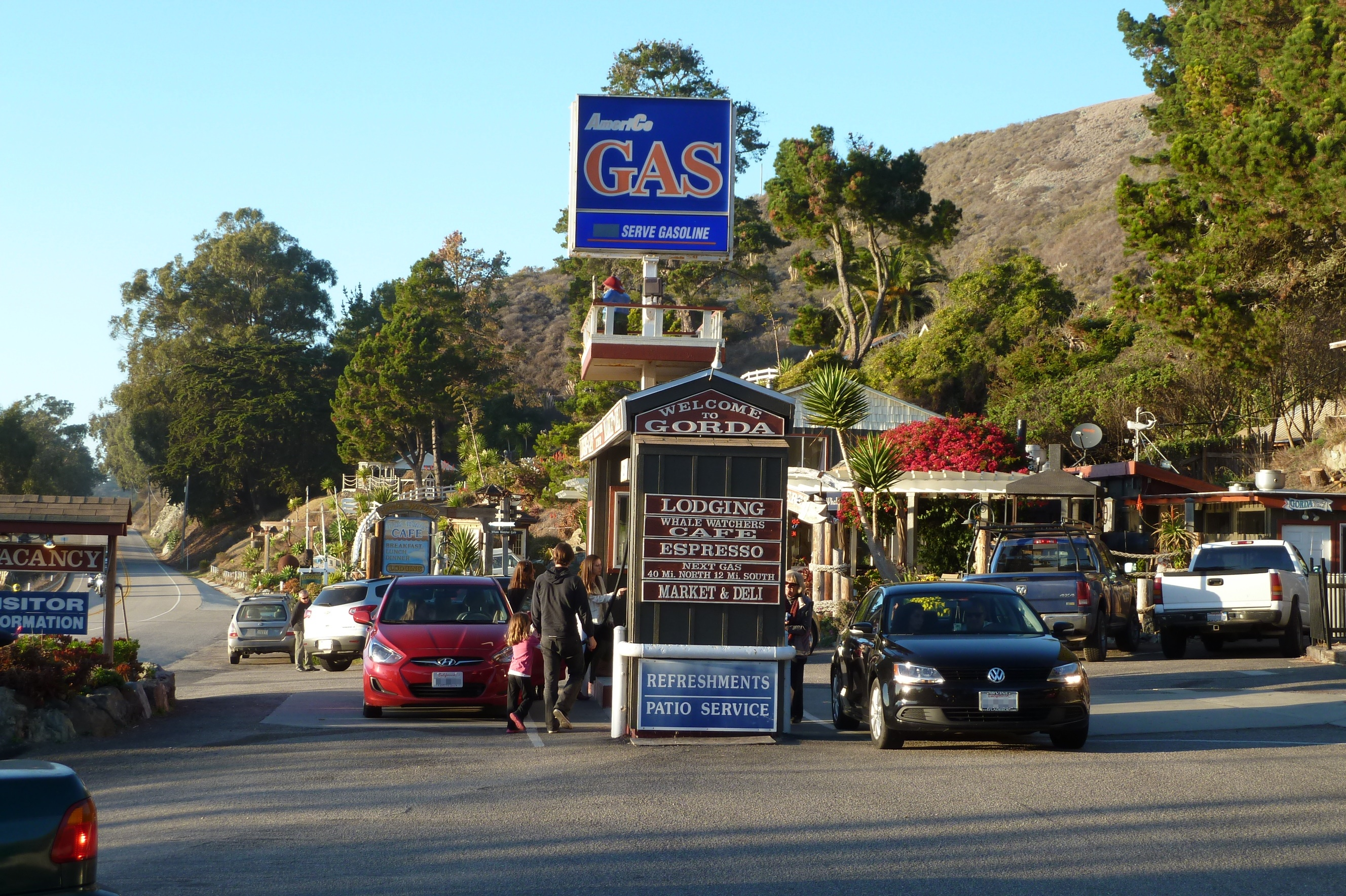
Stacja benzynowa w Gorda

W Big Sur znajdują się następujące miejscowości:
- Carmel Highlands
- Gorda
- Lucia
- Notleys Landing
- Plaskett
- Posts
- Ragged Point
- Slates Hot Springs

## Władze
W hrabstwie Monterey, Big Sur jest reprezentowany w Radzie Nadzorczej Hrabstwa Monterey przez polityka Dave’a Pottera. W Zgromadzeniu Stanu Kalifornia (ang. California State Assembly), Big Sur jest reprezentowany przez Norę Campos w 27. Okręgu Zgromadzeniowym (ang. 27th District Assembly). W Senacie Stanu Kalifornia, Big Sur jest reprezentowany przez Jima Bealla w 15. Stanowym Okręgu Senackim (ang. 15th State Senate District). W Izbie Reprezentantów Stanów Zjednoczonych, Big Sur jest reprezentowany przez Mike’a Hondę w ramach 20. Okręgu Kongresowego (ang. California's 20th congressional district).

## Turystyka

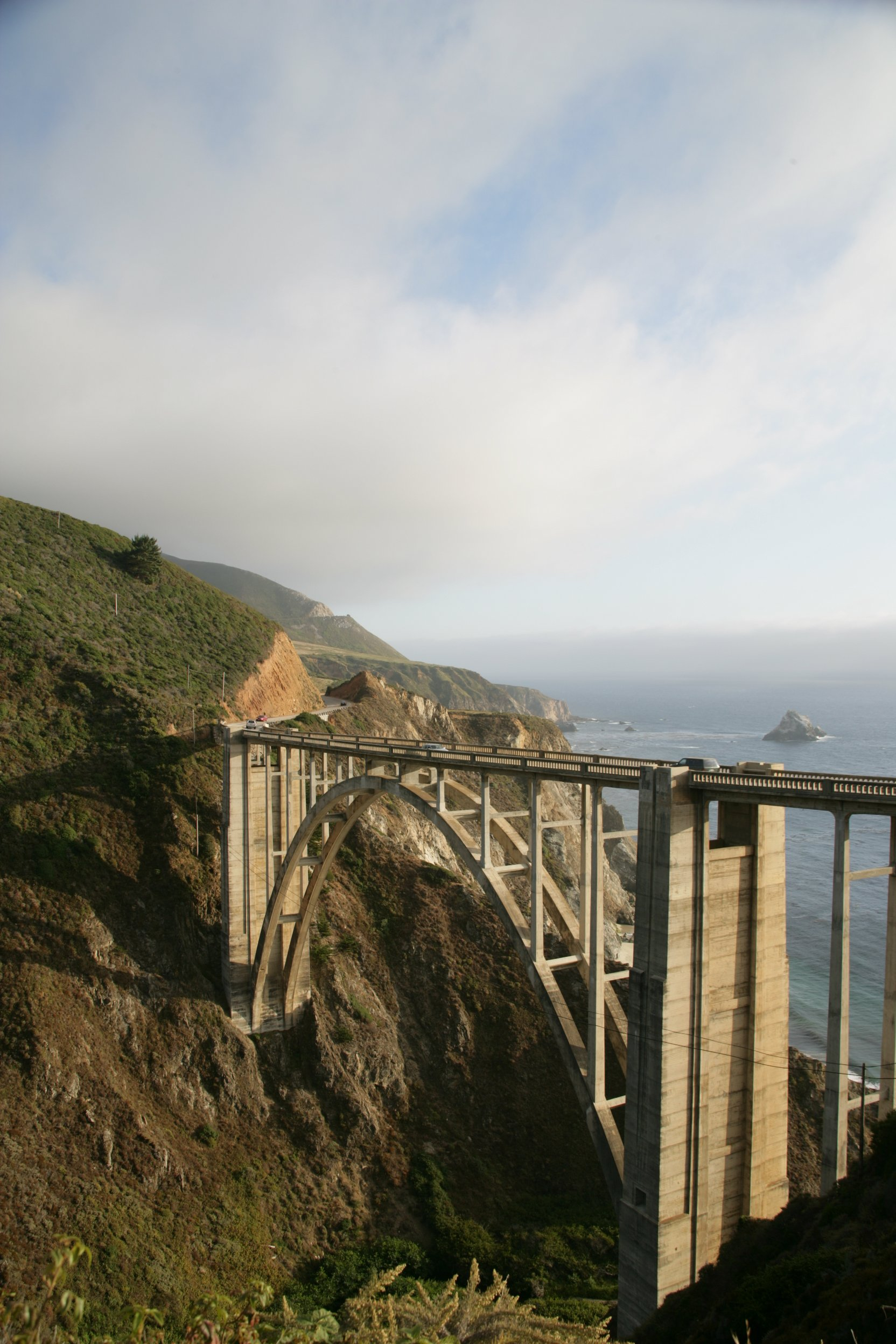
Most Bixby Creek (pokazany w kierunku południowo-zachodnim) jest jedną z największych atrakcji Big Sur

Chociaż turyści zaczęli przyjeżdżać do Big Sur już na początku XX w., to mieszkańcy Big Sur zaczęli zajmować się gospodarką turystyczną dopiero po otwarciu drogi California State Route 1 w 1937 roku i zakończeniu racjonowania benzyny w połowie 1940 roku. Spośród ok. 3 milionów turystów, którzy przyjeżdżają do Big Sur, tylko niewielka ich część zwiedza wschodnie krańce Big Sur  – spowodowane tym, że góry Santa Lucia, które znajdują się na wschodnim krańcu tego regionu, są jednym z największych bezdroży w nabrzeżnych kontynentalnych Stanach Zjednoczonych. California State Route 1, która biegnie przez Big Sur, podąża wzdłuż zachodniego zbocza gór Santa Lucia i linii brzegowej, na wysokości od blisko zera do ok. 300 metrów nad poziomem morza. Wzdłuż drogi porozmieszczane są punkty widokowe, z których można podziwiać tutejszy krajobraz - są one rozmieszczone ze względu na zachowanie bezpieczeństwa u przejeżdżających tu turystów. Odcinek drogi California State Route 1 przebiegającej przez Big Sur jest powszechnie uważany za jedną z najbardziej malowniczych tras drogowych w Stanach Zjednoczonych, a wśród niektórych nawet na świecie. Zapierające dech w piersiach widoki znajdujące się wzdłuż tej trasy stały się jednym z powodów, że Big Sur zajął drugie miejsce w zorganizowanym w 2008 roku przez witrynę TripAdvisor konkursie Travelers' Choice Destination Awards, w kategorii ,,Najpiękniejsze amerykańskie miejsca”.
Ograniczenia dotyczące użytkowania gruntów, które mają na celu ochronę naturalnego piękna Big Sur powodują, że liczba miejsc noclegowych dla turystów jest ograniczona, przez co tutejsze hotele i inne miejsca noclegowe są drogie i szybko zapełniają się w sezonie letnim. Wzdłuż odcinka California State Route 1 o długości 90 mil (140 km) (między miejscowościami San Simeon i Carmel-by-the-Sea) znajduje się mniej niż 300 pokoi hotelowych i tylko trzy stacje benzynowe - nie ma tu żadnych supermarketów, fast-foodów ani sieci hotelowych. Jedynymi opcjami zakwaterowania są małe, rustykalne domki, motele, campingi i drogie, ekskluzywne pięciogwiazdkowe kurorty. Większość miejsc noclegowych znajduje się w dolinie rzeki Big Sur, gdzie California State Route opuszcza wybrzeże na kilka mil i biegnie przez las sekwojowy, zabezpieczone przed chłodną oceaniczną bryzą i letnimi mgłami.
Oprócz zwiedzania California State Route 1, Big Sur oferuje również piesze wycieczki, wspinaczkę górską i inne rozmaite zajęcia. Znajduje się tu kilka małych, malowniczych plaż, które nadają się na spacery, ale zwykle nie nadają się do kąpieli ze względu na nieprzewidywalne prądy i niskie temperatury. W Big Sur znajduje się dziewięć parków stanowych - znajduje się w nich wiele atrakcji, m.in. McWay Falls. McWay Falls to jeden z nielicznych wodospadów, które opadają do Oceanu Spokojnego - wodospad znajduje się w parku stanowym Julia Pfeiffer Burns State Park, aczkolwiek nie można oglądać go z poziomu plaży ze względu na ochronę środowiska. Wodospad ten znajduje się w pobliżu ruin McWay Waterfall House - jednego z kamiennych domów wybudowanych wewnątrz klifu; jako pierwszy w regionie uzyskał dostęp do elektryczności. Kolejnym godnym uwagi zabytkiem jest wybudowana w XIX wieku latarnia morska Ponit Sur Lighthouse, znajdująca się na osamotnionym wzgórzu, który wygląda jak wyspa we mgle.

### Lista parków stanowych znajdujących się w Big Sur

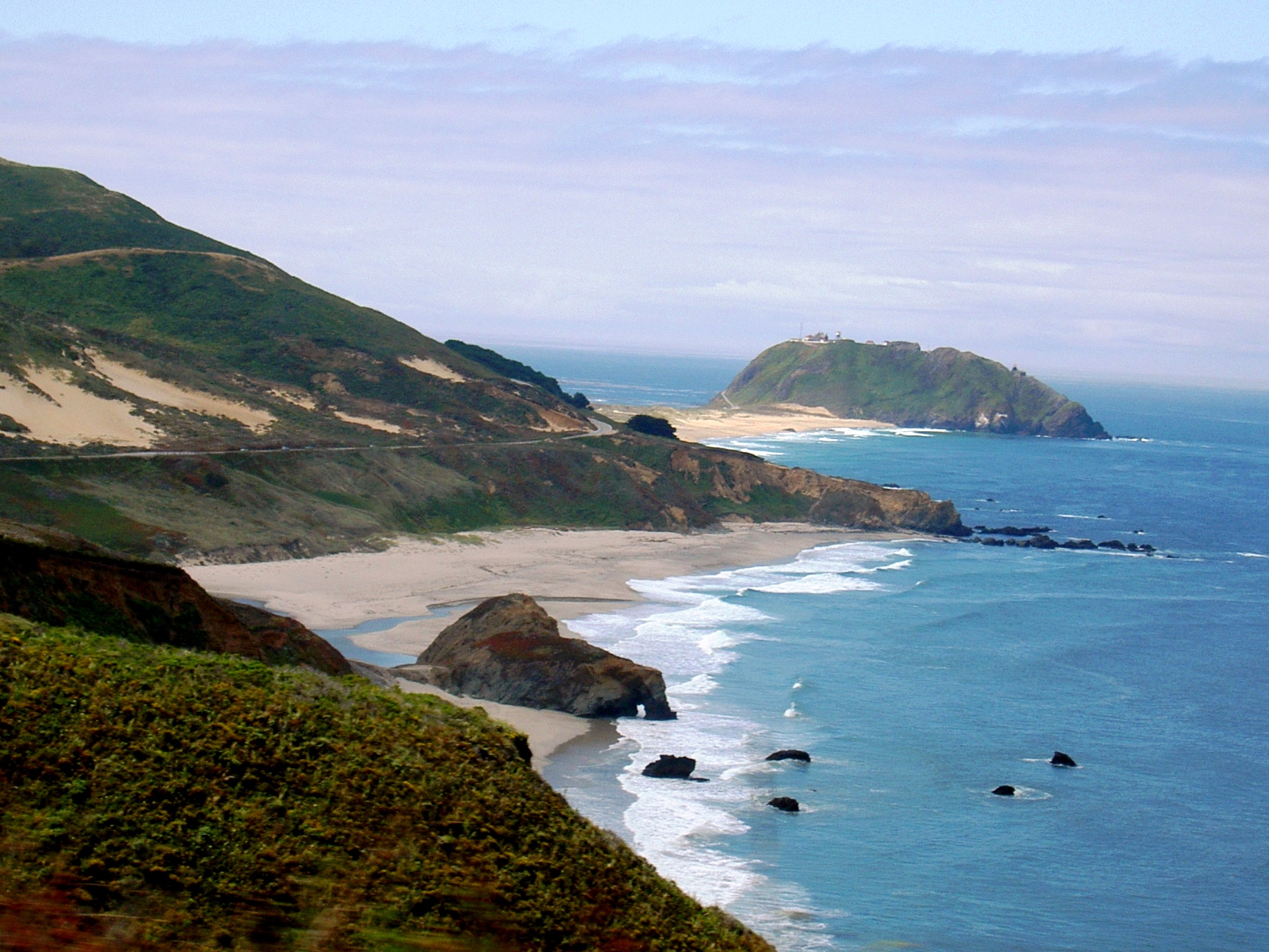
Point Sur i latarnia morska Point Sur Lighthouse (widok od strony północnej)

- Plaża stanowa Carmel River (ang. Carmel River State Beach)
- Stanowy rezerwat przyrody Point Lobos (ang. Point Lobos State Natural Reserve)
- Park stanowy Garrapata (ang. Garrapata State Park)
- Historyczny park stanowy Point Sur (ang. Point Sur State Historic Park)
- Park stanowy Andrew Molera (ang. Andrew Molera State Park)
- Park stanowy Pfeiffer Big Sur (ang. Pfeiffer Big Sur State Park)
- Park Stanowy Julia Pfeiffer Burns (ang. Julia Pfeiffer Burns State Park)
- Stanowy rezerwat przyrody John Little (ang. John Little State Natural Reserve)
- Park stanowy Limekiln (ang. Limekiln State Park)

#### Inne obszary ochrony środowiska
- Ventana Wilderness
- Silver Peak Wilderness

### Ciekawe miejsca
- Bixby Creek Bridge
- Latarnia Point Sur
- McWay Falls
- Landels-Hill Big Creek

### Galeria

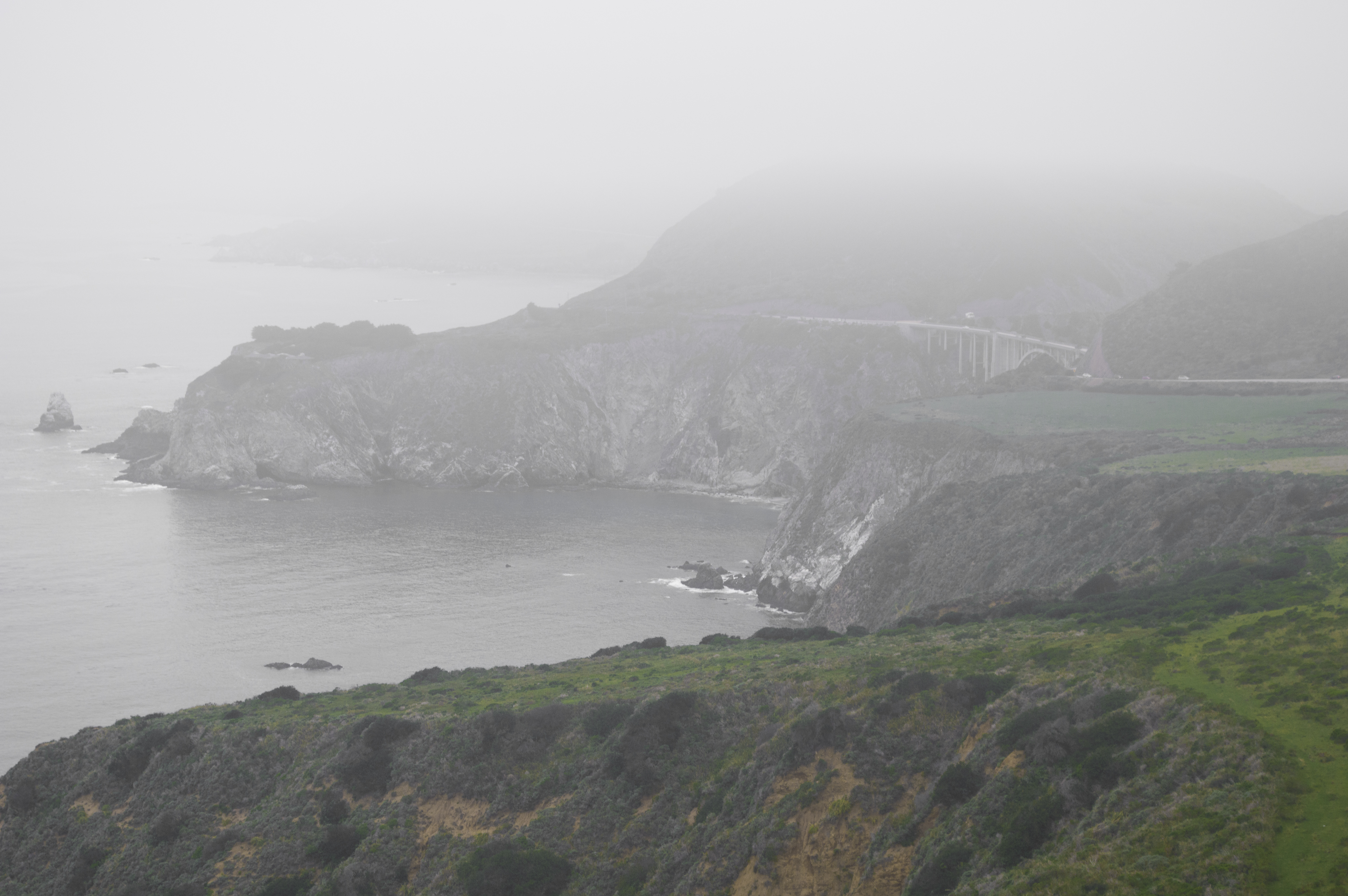
Mgła oraz most w Big Sur

## Transport
- California State Route 1

## Więcej informacji
- Big Sur, Jack Kerouac, Penguin Books, (1962, przedrukowany 1992), 256 stron, ISBN 0-14-016812-5
- Big Sur: A Battle for the Wilderness 1869–1981, John Woolfenden, The Boxwood Press (1981), 143 strony, ISBN 0-910286-87-6
- Big Sur: Images of America, Jeff Norman, Big Sur Historical Society, Arcadia Publishing (2004), 128 stron, ISBN 0-7385-2913-3
- Big Sur i pomarańcze Hieronima Boscha, Henry Miller, New Directions Publishing Corp (1957), 404 strony, ISBN 0-8112-0107-4
- Hiking & Backpacking Big Sur, Analise Elliott, Wilderness Press (2005), 322 strony, ISBN 0-89997-326-4
- The Natural History of Big Sur, Paul Henson and Donald J. Usner, University of California Press (1993), 416 stron, ISBN 0-520-20510-3
- A Wild Coast and Lonely: Big Sur Pioneers, Rosalind Sharpe Wall, Wide World Publishing, (1989, przedrukowany kwiecień 1992), 264 strony, ISBN 0-933174-83-7